# مايكل نيلسون
مايكل نيلسون (بالسويدية: Mikael Nilsson)‏ (مواليد 28 سبتمبر 1968) هو لاعب كرة قدم. يلعب مع منتخب السويد لكرة القدم. سبق له أن لعب في كأس العالم لكرة القدم مع منتخب بلاده.

## روابط خارجية
- مايكل نيلسون على موقع الاتحاد الدولي (مؤرشف)  (الإنجليزية)
- مايكل نيلسون على موقع اتحاد السويد (السويدية)
- مايكل نيلسون على موقع قاعدة بيانات كرة القدم.إي يو (الإنجليزية)
- مايكل نيلسون على موقع ناشيونال فوتبول تيمز (الإنجليزية)
- مايكل نيلسون على موقع Soccerway.com (الإنجليزية)
- مايكل نيلسون على موقع عالم كرة القدم.نت (الإنجليزية)